# Tail

tail — утилита в UNIX, выводящая несколько (по умолчанию 10) последних строк из файла.

## Синтаксис
```
tail
 
[
параметры
]
 
имя_файла

```

Ключ -n <количество строк> (или просто -<количество строк>) позволяет изменить количество выводимых строк:
```
tail
 
-20
 
/var/log/messages

```

Команда часто используется в качестве элемента конвейера обработки текста различными утилитами:
```
df
 | 
head
 -n 2 | tail -n 1 | 
column
 -t | 
cut
 -d" " -f1
```

## Слежение за файлом
При использовании специального ключа -f утилита tail следит за файлом: новые строки (добавляемые в конец файла другим процессом) автоматически выводятся на экран в реальном времени. Это особенно удобно для слежения за журналами. Например:
```
tail
 
-f
 
/var/log/messages

```

Чтобы остановить мониторинг файла и выйти из программы, необходимо нажать Ctrl+C.
Эта команда может быть запущена в фоне при использовании с &.
Используйте опцию -F, если производится слежение за автоматически архивируемыми файлами журналов, например, с помощью logrotate. В этом случае слежение за файлом будет происходить даже в случае его переименования, пересоздания или удаления.
```
tail
 
-F
 
/var/log/messages

```